# 松下馨
松下 馨（まつした かおる、1983年11月23日 - ）は、日本の元ラグビー選手。

## プロフィール
- 兵庫県出身。
- ポジションはウィング(WTB)、フルバック(FB)。
- 身長 185cm、体重 88kg
- ニックネームはタツカオル[1]。
- 日本代表キャップは7。（2016年3月現在）
- 7人制日本代表に選ばれたことがある。
- 日本Ａ代表に選ばれたことがある[2]。

## 略歴
2002年、報徳学園高校卒業後、日本大学に入る。
2006年、日本大学卒業後、ヤマハ発動機ジュビロに加入。4シーズンプレーした。
2007年11月3日に行われたジャパンラグビートップリーグ第2節のNECグリーンロケッツ戦に先発出場で公式戦初出場を果たす。 
2008年11月16日に行われたアメリカ戦で日本代表初キャップを獲得した。
2009年、ラグビーワールドカップセブンズ2009の7人制日本代表に選出された。
2010年、トヨタ自動車ヴェルブリッツに加入。
2018年、現役を引退した。